# Mako Hyōdō
Mako Hyōdō (jap. 兵藤 まこ Hyōdō Mako; ur. 7 września 1962 w Tokio) – japońska seiyū, związana z 81 Produce.

## Wybrane role głosowe
- Macross Plus – Sharon Apple
- Pokémon –
  - Midori (Melanie),
  - matka Kojirō (matka Jamesa),
  - Ruffresia Rumiki (Vileplume Jessiebelle),
  - Happinas (Blissey),
  - Anna,
  - Elle (Madison),
  - Mizuho (Lola)
- Ranma ½ – Kogane Musashi
- Slayers: Magiczni wojownicy – Mazenda
- Wedding Peach – Afrodyta
- Wspaniała Birdy – Christella Revi